# 7859 Lhasa
7859 Lhasa è un asteroide della fascia principale del diametro medio di circa 16 km. Scoperto nel 1979, presenta un'orbita caratterizzata da un semiasse maggiore pari a 2,7630153 UA e da un'eccentricità di 0,1354166, inclinata di 3,75299° rispetto all'eclittica.